# Più o meno

Simbolo più o meno

Il simbolo più o meno (±), noto anche nella variante meno o più (∓), è un carattere tipografico. La sua immagine è una composizione dei due simboli più e meno, uniti in modo tale che il meno sia perpendicolare all'asse verticale del più. La denominazione di questo simbolo deriva dall'unione dei nomi dei due segni che lo compongono (per le etimologie di essi si vedano le rispettive voci).

## Utilizzo

### Matematica
Il più o meno è molto adoperato in matematica, specie per semplificare le soluzioni delle equazioni di secondo grado.
Si prenda le equazioni di secondo grado "pure" del tipo
{\displaystyle ax^{2}+c=0}
che possono essere riscritte anche come
{\displaystyle x^{2}=-{\frac {c}{a}}.}
Sostituendo {\displaystyle -{\tfrac {c}{a}}} con {\displaystyle n} si ottiene che
{\displaystyle x^{2}=n}
per valori che soddisfano la condizione di esistenza {\displaystyle -{\tfrac {c}{a}}=n>0}.
Ora, le due soluzioni dell'equazione
{\displaystyle x_{1}=-{\sqrt {n}}\vee x_{2}={\sqrt {n}}}
possono essere espresse in forma più semplice con l'uso del segno più o meno come segue:
{\displaystyle x_{1,2}=\pm {\sqrt {n}}.}
Allo stesso modo, utilizzando la definizione di valore assoluto, abbiamo
{\displaystyle |n|={\begin{cases}n&{\text{se }}n\geq 0,\\-n&{\text{se }}n<0,\end{cases}}}
quindi il valore assoluto di {\displaystyle n} si può scrivere come segue:
{\displaystyle |n|=\pm n.}
Analogamente, nelle equazioni di secondo grado "complete" del tipo
{\displaystyle ax^{2}+bx+c=0}
le soluzioni sono
{\displaystyle x={\frac {-b+{\sqrt {\Delta }}}{2a}}}
{\displaystyle x={\frac {-b-{\sqrt {\Delta }}}{2a}}}
le quali possono anche qui essere espresse in forma più semplice con l'uso del segno più o meno come segue:
{\displaystyle x={\frac {-b\pm {\sqrt {\Delta }}}{2a}}.}

### Fisica
Nell'ambito della fisica, il simbolo {\displaystyle \pm } ha la funzione di indicare la precisione di una misurazione. L'espressione {\displaystyle L=\left(10\pm 1\right)\ cm} indica che la lunghezza {\displaystyle L} varia dal valore minimo di {\displaystyle 10-1=9\ cm} a quello massimo di {\displaystyle 10+1=11\ cm}, ossia è compresa nell'intervallo di valori {\displaystyle \left[9;\ 11\right]\ cm}. La precisione con cui viene indicata la misura è chiamata semidispersione.

## Digitazione
Il carattere ± può essere scritto su Windows digitando in successione i tasti 2, 4 e 1 oppure 0, 1, 7 e 7 o anche +, 0, 0, b e 1 del tastierino numerico, mentre si tiene premuto il tasto Alt .
La sua variante ∓ può essere scritta digitando in successione i tasti +, 2, 2, 1 e 3 del tastierino numerico, mentre si tiene premuto il tasto Alt.
Invece su MAC è possibile scriverlo digitando in successione i tasti "Option", "Shift" e "=".
Si tenga presente che la combinazione di tasti può dipendere da vari fattori quale il sistema operativo e quindi le indicate combinazioni potrebbero non funzionare: in tal caso, è sempre possibile fare il copia e incolla.